# Fotorejuvenescimento
O fotorejuvenescimento é um tratamento de pele que usa lasers, luz intensa pulsada [en] ou terapia fotodinâmica para tratar as condições da pele e remover os efeitos do fotoenvelhecimento [en], como rugas, manchas e texturas. O processo induz feridas controladas na pele. Isso faz com que a pele se cure por conta própria, criando novas células. Esse processo, até certo ponto, remove os sinais de fotoenvelhecimento. A técnica foi inventada por Thomas L. Roberts III, usando lasers de dióxido de carbono na década de 1990. As complicações observadas incluem cicatrizes, hiperpigmentação, acne e herpes.

## Rejuvenescimento da pele
O rejuvenescimento da pele pode ser realizado por meio de várias modalidades, incluindo térmica, química, mecânica, injeção e luz.

## Recapeamento a laser

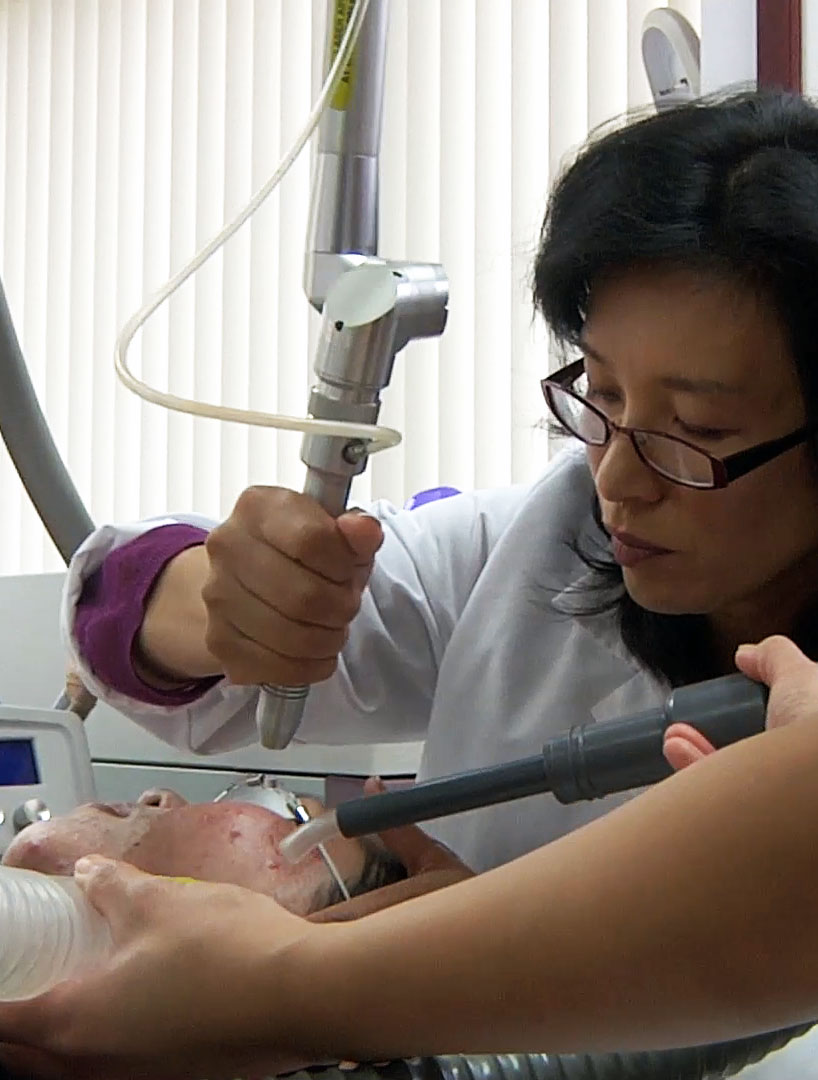
Um médico que realiza o recapeamento a laser usando um laser de érbio

O recapeamento a laser é uma técnica de cirurgia a laser que dissocia as ligações moleculares. É usado para o tratamento de rugas, lentigos malignos [en], queimaduras solares, cicatrizes de acne e cicatrizes cirúrgicas, estrias, ceratose actínica e telangiectasias. Ele pode ser combinado com a lipoaspiração para ajudar a enrijecer e suavizar os novos contornos após a remoção do excesso de gordura. O recapeamento pode ser ablativo, que vaporiza o tecido e cria feridas, ou não ablativo, que mantém a pele intacta.
O recapeamento a laser geralmente é feito com um laser Er:YAG [en] de 2940 nm ou um laser de CO2 de 10.600 nm. O recapeamento completo foi feito pela primeira vez com um laser de CO2. Tanto o laser de érbio quanto o de CO2 são usados para tratar rugas, queimaduras solares e manchas de idade. Por meio do aquecimento da derme profunda, os fibroblastos são estimulados a formar novo colágeno e elastina, ajudando a aumentar o turgor e a espessura da pele. Uma variedade de modos foi desenvolvida, incluindo lasers Nd:Yag e um dispositivo de plasma.
Foi demonstrado que o recapeamento com CO2 tem um risco maior de hipopigmentação e cicatrizes do que os lasers de érbio. Isso se deve ao alto grau de coagulação e, portanto, à produção de calor que ocorre como uma natureza do comprimento de onda do CO2.

## Laser fracionado
A fototermólise a laser fracionada (FP) é uma forma de recapeamento da pele com base em laser, com vários dispositivos no mercado, como o Fraxel [en]. Um laser fracionado fornece luz laser à pele. Centenas ou milhares de pontos de laser podem ser usados por polegada quadrada, deixando a pele saudável entre as áreas ablacionadas.
As complicações observadas em um estudo de 961 tratamentos incluíram surtos de acne e herpes. Há relatos negativos anedóticos de cicatrizes e hiperpigmentação.
Os sistemas fracionados de érbio e CO2 têm um perfil de segurança melhor do que os lasers do passado.

## Luz intensa pulsada
A luz intensa pulsada [en] (LIP) usa lanternas (e não lasers) para produzir luz de alta intensidade em amplos comprimentos de onda visíveis e infravermelhos com filtros que selecionam a faixa desejada. A luz intensa pulsada é usada para tratar discromia, rosácea, melasma, acne, fotodano, lesões vasculares e pigmentadas e rugas.
Um estudo realizado por um grupo de quatro pesquisadores do Weill Cornell Medical College da Cornell University em 2004 concluiu que a luz intensa pulsada é um “método não invasivo e não ablativo para rejuvenescer a pele fotoenvelhecida com o mínimo de eventos adversos”.
Outros estudos, no entanto, observaram que a exposição das células ao calor direto pode causar danos ao DNA - não apenas nessas células, mas também no tecido circundante que não foi diretamente exposto - e concluíram que os tratamentos podem causar lesões térmicas microscópicas, e que mais pesquisas são necessárias.
A luz intensa pulsada é eficaz para pigmentação e telangiectasias, mas tem resultados menores para rugas.

## Terapia fotodinâmica
A terapia fotodinâmica (PDT) utiliza compostos fotossensíveis que são ativados pela luz. Ela é usada para tratar ceratoses actínicas, acne, fotoenvelhecimento e câncer de pele.